# Thallwitz
Thallwitz är en kommun och ort i Landkreis Leipzig i förbundslandet Sachsen i Tyskland. Kommunen har cirka 3 500 invånare.